# Spermacoce noronhensis
Spermacoce noronhensis là một loài thực vật có hoa trong họ Thiến thảo. Loài này được (Sucre) Govaerts miêu tả khoa học đầu tiên năm 1996.